# Krematorium v Nymburce
Krematorium v Nymburce se nachází na západním okraji města na městském hřbitově na Drahelickém předměstí. Krematorium je chráněno jako kulturní památka a v roce 2017 bylo prohlášeno národní kulturní památkou.

## Historie
Nymburské krematorium bylo postaveno v letech 1922 až 1924 podle plánů architekta Bedřicha Feuersteina a Bohumila Slámy. Jedná se o jednu z mála jeho realizací na území České republiky a zároveň o jednu z prvních českých puristických staveb.
Stavba je jednoduchá, soustředěná na elementární geometrické formy. Půdorys obřadní budovy přechází z obdélníku v přízemí do oválu v patře. Vnitřní prostor je charakteristický svými elementárními tvary, které nejsou dekorativní, nýbrž funkční. Obřadní síň je prosvětlena okny souměrně umístěnými po čtyřech jejích stranách.
Vzhled krematoria byl ovlivněn revoluční architekturou Boulaého a Ledouxe a osvícenskými idejemi, které zapůsobily na celou devětsilskou avantgardu – racionalitou a pravdivostí, ke které se puristé přikláněli.